# 杜江峰
杜江峰（1969年6月—），男，江苏无锡人，中国物理学家，从事量子物理及其应用的科研工作。现任中华人民共和国教育部副部长，中共第二十届中央候补委员，曾任中国科学技术大学副校长、浙江大学校长。

## 生平
1985年从江苏省天一中学考入中国科学技术大学少年班，1990年毕业于中国科大近代物理系，1997年又取得该校硕士，2000年取得该校博士学位。后留校担任中国科学技术大学教授，并先后担任中国科学技术大学物理学院副院长、执行院长。2015年当选中国科学院数学物理学部院士。
2018年4月任中国科学技术大学党委常委、副校长。2022年12月任浙江大学校长（副部长级）、党委副书记。
2025年2月任中华人民共和国教育部副部长，不再担任浙江大学校长职务。

## 荣誉
2010年－2011年度，获得中国物理学会黄昆物理奖。入选首批国家万人计划“中青年科技创新领军人才”。